# Bosanski lonac
Bosanski lonac je tradicionalno jelo iz Bosne i Hercegovine. Povjesničari kulinarskih prilika pretpostavljaju da jelo ima dugu tradiciju u Bosni i Hercegovini i čitavoj regiji, a da porijeklo najvjerojatnije vuče još iz srednjovjekovne Bosne, u kojoj se pripravljao kao tradicionalno radničko (rudarsko) jelo. 
Bosanski lonac je do danas pretrpio znatne promjene, jer se prvotno spremao u puno skromnijem izdanju nego danas. Iz kulinarske perspektive radi se o tipičnom složencu, kakvog poznaju i ostale kuhinje Mediterana. 
Najčešći sastojci bosanskog lonca su: junetina, janjetina, krumpir, luk, češnjak, paprika, patlidžan, rajčica, sol, papar, kupus...